# أمعائية هورماشية
أمعائية هورماشية (الاسم العلمي: Enterobacter hormaechei) هي نوع من البكتيريا يتبع جنس الأمعائية من الفصيلة الأمعائيات.